# Пебибит
Пебибит се користи као јединица мере података у рачунарству и износи 1.125.899.906.842.624 (250) бита (1024 тебибита).